# Stazione meteorologica di Carasco
La stazione meteorologica di Carasco è la stazione meteorologica di riferimento per la città di Carasco.

## Coordinate geografiche
La stazione meteo si trova nell'Italia nord-occidentale, in Liguria, in provincia di Genova, nel comune di Carasco, a 34 metri s.l.m. e alle coordinate geografiche 44°22′N 9°21′E.

## Dati climatologici
In base alla media trentennale di riferimento 1961-1990, la temperatura media del mese più freddo, gennaio, si attesta a +6,9 °C; quella del mese più caldo, luglio, è di +21,9 °C .
| Carasco            | Mesi | Mesi | Mesi | Mesi | Mesi | Mesi | Mesi | Mesi | Mesi | Mesi | Mesi | Mesi | Stagioni | Stagioni | Stagioni | Stagioni | Anno |
| Carasco            | Gen  | Feb  | Mar  | Apr  | Mag  | Giu  | Lug  | Ago  | Set  | Ott  | Nov  | Dic  | Inv      | Pri      | Est      | Aut      | Anno |
| ------------------ | ---- | ---- | ---- | ---- | ---- | ---- | ---- | ---- | ---- | ---- | ---- | ---- | -------- | -------- | -------- | -------- | ---- |
| T. max. media (°C) | 11,7 | 12,5 | 15,1 | 18,2 | 22,0 | 25,5 | 28,2 | 27,5 | 24,9 | 20,0 | 15,6 | 12,9 | 12,4     | 18,4     | 27,1     | 20,2     | 19,5 |
| T. min. media (°C) | 2,1  | 2,5  | 4,6  | 7,4  | 10,3 | 13,9 | 15,5 | 15,3 | 13,3 | 9,5  | 6,5  | 4,2  | 2,9      | 7,4      | 14,9     | 9,8      | 8,8  |